# Pierre Auguste d'Orville
Pierre Auguste d'Orville, scritto anche Peter August d'Orville (San Pietroburgo, 15 maggio 1804 – Ratisbona, 11 novembre 1864), è stato un compositore di scacchi tedesco.
Proveniva da una famiglia di mercanti trasferitasi da Valenciennes ad Anversa nel XVI secolo. Suo padre era proprietario di una manifattura di tabacchi a Offenbach am Main e si trovava a San Pietroburgo per affari quando egli  nacque, ma tornò presto in Germania. Anche Pierre Auguste diventò un commerciante di tabacco, prima ad Anversa e poi a Francoforte sul Meno.
Pubblicò i suoi primi problemi di scacchi sulla rivista francese Le Palamède. Nel 1843 pubblicò a Norimberga il libro "Problèmes d'échecs, composé et dédiés aux amateurs de ce jeu", noto con il nome abbreviato « Problèmes d'Échecs », contenente 250 problemi. Erano presenti molti problemi di matto in due mosse, fatto inconsueto per l'epoca.
Fu tra i primi problemisti ad accettare il fatto che le posizioni iniziali non dovessero necessariamente essere simili a quelle di una partita. Diversamente dall'uso di allora, cominciò a dare importanza all'economia dei pezzi e alla bellezza delle posizioni di matto. Insieme all'inglese Horatio Bolton è considerato uno dei precursori dell'arte problemistica moderna.
Tre suoi problemi:
|   | a | b | c | d | e | f | g | h |   |
| 8 | b8 torre del bianco · c7 pedone del nero · a6 pedone del nero · c6 re del bianco · a5 re del nero · b3 pedone del bianco · c2 pedone del bianco | b8 torre del bianco · c7 pedone del nero · a6 pedone del nero · c6 re del bianco · a5 re del nero · b3 pedone del bianco · c2 pedone del bianco | b8 torre del bianco · c7 pedone del nero · a6 pedone del nero · c6 re del bianco · a5 re del nero · b3 pedone del bianco · c2 pedone del bianco | b8 torre del bianco · c7 pedone del nero · a6 pedone del nero · c6 re del bianco · a5 re del nero · b3 pedone del bianco · c2 pedone del bianco | b8 torre del bianco · c7 pedone del nero · a6 pedone del nero · c6 re del bianco · a5 re del nero · b3 pedone del bianco · c2 pedone del bianco | b8 torre del bianco · c7 pedone del nero · a6 pedone del nero · c6 re del bianco · a5 re del nero · b3 pedone del bianco · c2 pedone del bianco | b8 torre del bianco · c7 pedone del nero · a6 pedone del nero · c6 re del bianco · a5 re del nero · b3 pedone del bianco · c2 pedone del bianco | b8 torre del bianco · c7 pedone del nero · a6 pedone del nero · c6 re del bianco · a5 re del nero · b3 pedone del bianco · c2 pedone del bianco | 8 |
| 7 | b8 torre del bianco · c7 pedone del nero · a6 pedone del nero · c6 re del bianco · a5 re del nero · b3 pedone del bianco · c2 pedone del bianco | b8 torre del bianco · c7 pedone del nero · a6 pedone del nero · c6 re del bianco · a5 re del nero · b3 pedone del bianco · c2 pedone del bianco | b8 torre del bianco · c7 pedone del nero · a6 pedone del nero · c6 re del bianco · a5 re del nero · b3 pedone del bianco · c2 pedone del bianco | b8 torre del bianco · c7 pedone del nero · a6 pedone del nero · c6 re del bianco · a5 re del nero · b3 pedone del bianco · c2 pedone del bianco | b8 torre del bianco · c7 pedone del nero · a6 pedone del nero · c6 re del bianco · a5 re del nero · b3 pedone del bianco · c2 pedone del bianco | b8 torre del bianco · c7 pedone del nero · a6 pedone del nero · c6 re del bianco · a5 re del nero · b3 pedone del bianco · c2 pedone del bianco | b8 torre del bianco · c7 pedone del nero · a6 pedone del nero · c6 re del bianco · a5 re del nero · b3 pedone del bianco · c2 pedone del bianco | b8 torre del bianco · c7 pedone del nero · a6 pedone del nero · c6 re del bianco · a5 re del nero · b3 pedone del bianco · c2 pedone del bianco | 7 |
| 6 | b8 torre del bianco · c7 pedone del nero · a6 pedone del nero · c6 re del bianco · a5 re del nero · b3 pedone del bianco · c2 pedone del bianco | b8 torre del bianco · c7 pedone del nero · a6 pedone del nero · c6 re del bianco · a5 re del nero · b3 pedone del bianco · c2 pedone del bianco | b8 torre del bianco · c7 pedone del nero · a6 pedone del nero · c6 re del bianco · a5 re del nero · b3 pedone del bianco · c2 pedone del bianco | b8 torre del bianco · c7 pedone del nero · a6 pedone del nero · c6 re del bianco · a5 re del nero · b3 pedone del bianco · c2 pedone del bianco | b8 torre del bianco · c7 pedone del nero · a6 pedone del nero · c6 re del bianco · a5 re del nero · b3 pedone del bianco · c2 pedone del bianco | b8 torre del bianco · c7 pedone del nero · a6 pedone del nero · c6 re del bianco · a5 re del nero · b3 pedone del bianco · c2 pedone del bianco | b8 torre del bianco · c7 pedone del nero · a6 pedone del nero · c6 re del bianco · a5 re del nero · b3 pedone del bianco · c2 pedone del bianco | b8 torre del bianco · c7 pedone del nero · a6 pedone del nero · c6 re del bianco · a5 re del nero · b3 pedone del bianco · c2 pedone del bianco | 6 |
| 5 | b8 torre del bianco · c7 pedone del nero · a6 pedone del nero · c6 re del bianco · a5 re del nero · b3 pedone del bianco · c2 pedone del bianco | b8 torre del bianco · c7 pedone del nero · a6 pedone del nero · c6 re del bianco · a5 re del nero · b3 pedone del bianco · c2 pedone del bianco | b8 torre del bianco · c7 pedone del nero · a6 pedone del nero · c6 re del bianco · a5 re del nero · b3 pedone del bianco · c2 pedone del bianco | b8 torre del bianco · c7 pedone del nero · a6 pedone del nero · c6 re del bianco · a5 re del nero · b3 pedone del bianco · c2 pedone del bianco | b8 torre del bianco · c7 pedone del nero · a6 pedone del nero · c6 re del bianco · a5 re del nero · b3 pedone del bianco · c2 pedone del bianco | b8 torre del bianco · c7 pedone del nero · a6 pedone del nero · c6 re del bianco · a5 re del nero · b3 pedone del bianco · c2 pedone del bianco | b8 torre del bianco · c7 pedone del nero · a6 pedone del nero · c6 re del bianco · a5 re del nero · b3 pedone del bianco · c2 pedone del bianco | b8 torre del bianco · c7 pedone del nero · a6 pedone del nero · c6 re del bianco · a5 re del nero · b3 pedone del bianco · c2 pedone del bianco | 5 |
| 4 | b8 torre del bianco · c7 pedone del nero · a6 pedone del nero · c6 re del bianco · a5 re del nero · b3 pedone del bianco · c2 pedone del bianco | b8 torre del bianco · c7 pedone del nero · a6 pedone del nero · c6 re del bianco · a5 re del nero · b3 pedone del bianco · c2 pedone del bianco | b8 torre del bianco · c7 pedone del nero · a6 pedone del nero · c6 re del bianco · a5 re del nero · b3 pedone del bianco · c2 pedone del bianco | b8 torre del bianco · c7 pedone del nero · a6 pedone del nero · c6 re del bianco · a5 re del nero · b3 pedone del bianco · c2 pedone del bianco | b8 torre del bianco · c7 pedone del nero · a6 pedone del nero · c6 re del bianco · a5 re del nero · b3 pedone del bianco · c2 pedone del bianco | b8 torre del bianco · c7 pedone del nero · a6 pedone del nero · c6 re del bianco · a5 re del nero · b3 pedone del bianco · c2 pedone del bianco | b8 torre del bianco · c7 pedone del nero · a6 pedone del nero · c6 re del bianco · a5 re del nero · b3 pedone del bianco · c2 pedone del bianco | b8 torre del bianco · c7 pedone del nero · a6 pedone del nero · c6 re del bianco · a5 re del nero · b3 pedone del bianco · c2 pedone del bianco | 4 |
| 3 | b8 torre del bianco · c7 pedone del nero · a6 pedone del nero · c6 re del bianco · a5 re del nero · b3 pedone del bianco · c2 pedone del bianco | b8 torre del bianco · c7 pedone del nero · a6 pedone del nero · c6 re del bianco · a5 re del nero · b3 pedone del bianco · c2 pedone del bianco | b8 torre del bianco · c7 pedone del nero · a6 pedone del nero · c6 re del bianco · a5 re del nero · b3 pedone del bianco · c2 pedone del bianco | b8 torre del bianco · c7 pedone del nero · a6 pedone del nero · c6 re del bianco · a5 re del nero · b3 pedone del bianco · c2 pedone del bianco | b8 torre del bianco · c7 pedone del nero · a6 pedone del nero · c6 re del bianco · a5 re del nero · b3 pedone del bianco · c2 pedone del bianco | b8 torre del bianco · c7 pedone del nero · a6 pedone del nero · c6 re del bianco · a5 re del nero · b3 pedone del bianco · c2 pedone del bianco | b8 torre del bianco · c7 pedone del nero · a6 pedone del nero · c6 re del bianco · a5 re del nero · b3 pedone del bianco · c2 pedone del bianco | b8 torre del bianco · c7 pedone del nero · a6 pedone del nero · c6 re del bianco · a5 re del nero · b3 pedone del bianco · c2 pedone del bianco | 3 |
| 2 | b8 torre del bianco · c7 pedone del nero · a6 pedone del nero · c6 re del bianco · a5 re del nero · b3 pedone del bianco · c2 pedone del bianco | b8 torre del bianco · c7 pedone del nero · a6 pedone del nero · c6 re del bianco · a5 re del nero · b3 pedone del bianco · c2 pedone del bianco | b8 torre del bianco · c7 pedone del nero · a6 pedone del nero · c6 re del bianco · a5 re del nero · b3 pedone del bianco · c2 pedone del bianco | b8 torre del bianco · c7 pedone del nero · a6 pedone del nero · c6 re del bianco · a5 re del nero · b3 pedone del bianco · c2 pedone del bianco | b8 torre del bianco · c7 pedone del nero · a6 pedone del nero · c6 re del bianco · a5 re del nero · b3 pedone del bianco · c2 pedone del bianco | b8 torre del bianco · c7 pedone del nero · a6 pedone del nero · c6 re del bianco · a5 re del nero · b3 pedone del bianco · c2 pedone del bianco | b8 torre del bianco · c7 pedone del nero · a6 pedone del nero · c6 re del bianco · a5 re del nero · b3 pedone del bianco · c2 pedone del bianco | b8 torre del bianco · c7 pedone del nero · a6 pedone del nero · c6 re del bianco · a5 re del nero · b3 pedone del bianco · c2 pedone del bianco | 2 |
| 1 | b8 torre del bianco · c7 pedone del nero · a6 pedone del nero · c6 re del bianco · a5 re del nero · b3 pedone del bianco · c2 pedone del bianco | b8 torre del bianco · c7 pedone del nero · a6 pedone del nero · c6 re del bianco · a5 re del nero · b3 pedone del bianco · c2 pedone del bianco | b8 torre del bianco · c7 pedone del nero · a6 pedone del nero · c6 re del bianco · a5 re del nero · b3 pedone del bianco · c2 pedone del bianco | b8 torre del bianco · c7 pedone del nero · a6 pedone del nero · c6 re del bianco · a5 re del nero · b3 pedone del bianco · c2 pedone del bianco | b8 torre del bianco · c7 pedone del nero · a6 pedone del nero · c6 re del bianco · a5 re del nero · b3 pedone del bianco · c2 pedone del bianco | b8 torre del bianco · c7 pedone del nero · a6 pedone del nero · c6 re del bianco · a5 re del nero · b3 pedone del bianco · c2 pedone del bianco | b8 torre del bianco · c7 pedone del nero · a6 pedone del nero · c6 re del bianco · a5 re del nero · b3 pedone del bianco · c2 pedone del bianco | b8 torre del bianco · c7 pedone del nero · a6 pedone del nero · c6 re del bianco · a5 re del nero · b3 pedone del bianco · c2 pedone del bianco | 1 |
|   | a | b | c | d | e | f | g | h |   |

Soluzione:
1. Tb6!  zugzwang
1... cxb6  2. c3  b5

|   | a | b | c | d | e | f | g | h |   |
| 8 | b8 torre del nero · h8 torre del nero · e7 cavallo del nero · f7 pedone del nero · g6 pedone del nero · e5 cavallo del bianco · b4 donna del nero · d4 re del nero · g4 alfiere del bianco · c3 cavallo del bianco · b2 alfiere del bianco · a1 re del bianco · e1 donna del bianco | b8 torre del nero · h8 torre del nero · e7 cavallo del nero · f7 pedone del nero · g6 pedone del nero · e5 cavallo del bianco · b4 donna del nero · d4 re del nero · g4 alfiere del bianco · c3 cavallo del bianco · b2 alfiere del bianco · a1 re del bianco · e1 donna del bianco | b8 torre del nero · h8 torre del nero · e7 cavallo del nero · f7 pedone del nero · g6 pedone del nero · e5 cavallo del bianco · b4 donna del nero · d4 re del nero · g4 alfiere del bianco · c3 cavallo del bianco · b2 alfiere del bianco · a1 re del bianco · e1 donna del bianco | b8 torre del nero · h8 torre del nero · e7 cavallo del nero · f7 pedone del nero · g6 pedone del nero · e5 cavallo del bianco · b4 donna del nero · d4 re del nero · g4 alfiere del bianco · c3 cavallo del bianco · b2 alfiere del bianco · a1 re del bianco · e1 donna del bianco | b8 torre del nero · h8 torre del nero · e7 cavallo del nero · f7 pedone del nero · g6 pedone del nero · e5 cavallo del bianco · b4 donna del nero · d4 re del nero · g4 alfiere del bianco · c3 cavallo del bianco · b2 alfiere del bianco · a1 re del bianco · e1 donna del bianco | b8 torre del nero · h8 torre del nero · e7 cavallo del nero · f7 pedone del nero · g6 pedone del nero · e5 cavallo del bianco · b4 donna del nero · d4 re del nero · g4 alfiere del bianco · c3 cavallo del bianco · b2 alfiere del bianco · a1 re del bianco · e1 donna del bianco | b8 torre del nero · h8 torre del nero · e7 cavallo del nero · f7 pedone del nero · g6 pedone del nero · e5 cavallo del bianco · b4 donna del nero · d4 re del nero · g4 alfiere del bianco · c3 cavallo del bianco · b2 alfiere del bianco · a1 re del bianco · e1 donna del bianco | b8 torre del nero · h8 torre del nero · e7 cavallo del nero · f7 pedone del nero · g6 pedone del nero · e5 cavallo del bianco · b4 donna del nero · d4 re del nero · g4 alfiere del bianco · c3 cavallo del bianco · b2 alfiere del bianco · a1 re del bianco · e1 donna del bianco | 8 |
| 7 | b8 torre del nero · h8 torre del nero · e7 cavallo del nero · f7 pedone del nero · g6 pedone del nero · e5 cavallo del bianco · b4 donna del nero · d4 re del nero · g4 alfiere del bianco · c3 cavallo del bianco · b2 alfiere del bianco · a1 re del bianco · e1 donna del bianco | b8 torre del nero · h8 torre del nero · e7 cavallo del nero · f7 pedone del nero · g6 pedone del nero · e5 cavallo del bianco · b4 donna del nero · d4 re del nero · g4 alfiere del bianco · c3 cavallo del bianco · b2 alfiere del bianco · a1 re del bianco · e1 donna del bianco | b8 torre del nero · h8 torre del nero · e7 cavallo del nero · f7 pedone del nero · g6 pedone del nero · e5 cavallo del bianco · b4 donna del nero · d4 re del nero · g4 alfiere del bianco · c3 cavallo del bianco · b2 alfiere del bianco · a1 re del bianco · e1 donna del bianco | b8 torre del nero · h8 torre del nero · e7 cavallo del nero · f7 pedone del nero · g6 pedone del nero · e5 cavallo del bianco · b4 donna del nero · d4 re del nero · g4 alfiere del bianco · c3 cavallo del bianco · b2 alfiere del bianco · a1 re del bianco · e1 donna del bianco | b8 torre del nero · h8 torre del nero · e7 cavallo del nero · f7 pedone del nero · g6 pedone del nero · e5 cavallo del bianco · b4 donna del nero · d4 re del nero · g4 alfiere del bianco · c3 cavallo del bianco · b2 alfiere del bianco · a1 re del bianco · e1 donna del bianco | b8 torre del nero · h8 torre del nero · e7 cavallo del nero · f7 pedone del nero · g6 pedone del nero · e5 cavallo del bianco · b4 donna del nero · d4 re del nero · g4 alfiere del bianco · c3 cavallo del bianco · b2 alfiere del bianco · a1 re del bianco · e1 donna del bianco | b8 torre del nero · h8 torre del nero · e7 cavallo del nero · f7 pedone del nero · g6 pedone del nero · e5 cavallo del bianco · b4 donna del nero · d4 re del nero · g4 alfiere del bianco · c3 cavallo del bianco · b2 alfiere del bianco · a1 re del bianco · e1 donna del bianco | b8 torre del nero · h8 torre del nero · e7 cavallo del nero · f7 pedone del nero · g6 pedone del nero · e5 cavallo del bianco · b4 donna del nero · d4 re del nero · g4 alfiere del bianco · c3 cavallo del bianco · b2 alfiere del bianco · a1 re del bianco · e1 donna del bianco | 7 |
| 6 | b8 torre del nero · h8 torre del nero · e7 cavallo del nero · f7 pedone del nero · g6 pedone del nero · e5 cavallo del bianco · b4 donna del nero · d4 re del nero · g4 alfiere del bianco · c3 cavallo del bianco · b2 alfiere del bianco · a1 re del bianco · e1 donna del bianco | b8 torre del nero · h8 torre del nero · e7 cavallo del nero · f7 pedone del nero · g6 pedone del nero · e5 cavallo del bianco · b4 donna del nero · d4 re del nero · g4 alfiere del bianco · c3 cavallo del bianco · b2 alfiere del bianco · a1 re del bianco · e1 donna del bianco | b8 torre del nero · h8 torre del nero · e7 cavallo del nero · f7 pedone del nero · g6 pedone del nero · e5 cavallo del bianco · b4 donna del nero · d4 re del nero · g4 alfiere del bianco · c3 cavallo del bianco · b2 alfiere del bianco · a1 re del bianco · e1 donna del bianco | b8 torre del nero · h8 torre del nero · e7 cavallo del nero · f7 pedone del nero · g6 pedone del nero · e5 cavallo del bianco · b4 donna del nero · d4 re del nero · g4 alfiere del bianco · c3 cavallo del bianco · b2 alfiere del bianco · a1 re del bianco · e1 donna del bianco | b8 torre del nero · h8 torre del nero · e7 cavallo del nero · f7 pedone del nero · g6 pedone del nero · e5 cavallo del bianco · b4 donna del nero · d4 re del nero · g4 alfiere del bianco · c3 cavallo del bianco · b2 alfiere del bianco · a1 re del bianco · e1 donna del bianco | b8 torre del nero · h8 torre del nero · e7 cavallo del nero · f7 pedone del nero · g6 pedone del nero · e5 cavallo del bianco · b4 donna del nero · d4 re del nero · g4 alfiere del bianco · c3 cavallo del bianco · b2 alfiere del bianco · a1 re del bianco · e1 donna del bianco | b8 torre del nero · h8 torre del nero · e7 cavallo del nero · f7 pedone del nero · g6 pedone del nero · e5 cavallo del bianco · b4 donna del nero · d4 re del nero · g4 alfiere del bianco · c3 cavallo del bianco · b2 alfiere del bianco · a1 re del bianco · e1 donna del bianco | b8 torre del nero · h8 torre del nero · e7 cavallo del nero · f7 pedone del nero · g6 pedone del nero · e5 cavallo del bianco · b4 donna del nero · d4 re del nero · g4 alfiere del bianco · c3 cavallo del bianco · b2 alfiere del bianco · a1 re del bianco · e1 donna del bianco | 6 |
| 5 | b8 torre del nero · h8 torre del nero · e7 cavallo del nero · f7 pedone del nero · g6 pedone del nero · e5 cavallo del bianco · b4 donna del nero · d4 re del nero · g4 alfiere del bianco · c3 cavallo del bianco · b2 alfiere del bianco · a1 re del bianco · e1 donna del bianco | b8 torre del nero · h8 torre del nero · e7 cavallo del nero · f7 pedone del nero · g6 pedone del nero · e5 cavallo del bianco · b4 donna del nero · d4 re del nero · g4 alfiere del bianco · c3 cavallo del bianco · b2 alfiere del bianco · a1 re del bianco · e1 donna del bianco | b8 torre del nero · h8 torre del nero · e7 cavallo del nero · f7 pedone del nero · g6 pedone del nero · e5 cavallo del bianco · b4 donna del nero · d4 re del nero · g4 alfiere del bianco · c3 cavallo del bianco · b2 alfiere del bianco · a1 re del bianco · e1 donna del bianco | b8 torre del nero · h8 torre del nero · e7 cavallo del nero · f7 pedone del nero · g6 pedone del nero · e5 cavallo del bianco · b4 donna del nero · d4 re del nero · g4 alfiere del bianco · c3 cavallo del bianco · b2 alfiere del bianco · a1 re del bianco · e1 donna del bianco | b8 torre del nero · h8 torre del nero · e7 cavallo del nero · f7 pedone del nero · g6 pedone del nero · e5 cavallo del bianco · b4 donna del nero · d4 re del nero · g4 alfiere del bianco · c3 cavallo del bianco · b2 alfiere del bianco · a1 re del bianco · e1 donna del bianco | b8 torre del nero · h8 torre del nero · e7 cavallo del nero · f7 pedone del nero · g6 pedone del nero · e5 cavallo del bianco · b4 donna del nero · d4 re del nero · g4 alfiere del bianco · c3 cavallo del bianco · b2 alfiere del bianco · a1 re del bianco · e1 donna del bianco | b8 torre del nero · h8 torre del nero · e7 cavallo del nero · f7 pedone del nero · g6 pedone del nero · e5 cavallo del bianco · b4 donna del nero · d4 re del nero · g4 alfiere del bianco · c3 cavallo del bianco · b2 alfiere del bianco · a1 re del bianco · e1 donna del bianco | b8 torre del nero · h8 torre del nero · e7 cavallo del nero · f7 pedone del nero · g6 pedone del nero · e5 cavallo del bianco · b4 donna del nero · d4 re del nero · g4 alfiere del bianco · c3 cavallo del bianco · b2 alfiere del bianco · a1 re del bianco · e1 donna del bianco | 5 |
| 4 | b8 torre del nero · h8 torre del nero · e7 cavallo del nero · f7 pedone del nero · g6 pedone del nero · e5 cavallo del bianco · b4 donna del nero · d4 re del nero · g4 alfiere del bianco · c3 cavallo del bianco · b2 alfiere del bianco · a1 re del bianco · e1 donna del bianco | b8 torre del nero · h8 torre del nero · e7 cavallo del nero · f7 pedone del nero · g6 pedone del nero · e5 cavallo del bianco · b4 donna del nero · d4 re del nero · g4 alfiere del bianco · c3 cavallo del bianco · b2 alfiere del bianco · a1 re del bianco · e1 donna del bianco | b8 torre del nero · h8 torre del nero · e7 cavallo del nero · f7 pedone del nero · g6 pedone del nero · e5 cavallo del bianco · b4 donna del nero · d4 re del nero · g4 alfiere del bianco · c3 cavallo del bianco · b2 alfiere del bianco · a1 re del bianco · e1 donna del bianco | b8 torre del nero · h8 torre del nero · e7 cavallo del nero · f7 pedone del nero · g6 pedone del nero · e5 cavallo del bianco · b4 donna del nero · d4 re del nero · g4 alfiere del bianco · c3 cavallo del bianco · b2 alfiere del bianco · a1 re del bianco · e1 donna del bianco | b8 torre del nero · h8 torre del nero · e7 cavallo del nero · f7 pedone del nero · g6 pedone del nero · e5 cavallo del bianco · b4 donna del nero · d4 re del nero · g4 alfiere del bianco · c3 cavallo del bianco · b2 alfiere del bianco · a1 re del bianco · e1 donna del bianco | b8 torre del nero · h8 torre del nero · e7 cavallo del nero · f7 pedone del nero · g6 pedone del nero · e5 cavallo del bianco · b4 donna del nero · d4 re del nero · g4 alfiere del bianco · c3 cavallo del bianco · b2 alfiere del bianco · a1 re del bianco · e1 donna del bianco | b8 torre del nero · h8 torre del nero · e7 cavallo del nero · f7 pedone del nero · g6 pedone del nero · e5 cavallo del bianco · b4 donna del nero · d4 re del nero · g4 alfiere del bianco · c3 cavallo del bianco · b2 alfiere del bianco · a1 re del bianco · e1 donna del bianco | b8 torre del nero · h8 torre del nero · e7 cavallo del nero · f7 pedone del nero · g6 pedone del nero · e5 cavallo del bianco · b4 donna del nero · d4 re del nero · g4 alfiere del bianco · c3 cavallo del bianco · b2 alfiere del bianco · a1 re del bianco · e1 donna del bianco | 4 |
| 3 | b8 torre del nero · h8 torre del nero · e7 cavallo del nero · f7 pedone del nero · g6 pedone del nero · e5 cavallo del bianco · b4 donna del nero · d4 re del nero · g4 alfiere del bianco · c3 cavallo del bianco · b2 alfiere del bianco · a1 re del bianco · e1 donna del bianco | b8 torre del nero · h8 torre del nero · e7 cavallo del nero · f7 pedone del nero · g6 pedone del nero · e5 cavallo del bianco · b4 donna del nero · d4 re del nero · g4 alfiere del bianco · c3 cavallo del bianco · b2 alfiere del bianco · a1 re del bianco · e1 donna del bianco | b8 torre del nero · h8 torre del nero · e7 cavallo del nero · f7 pedone del nero · g6 pedone del nero · e5 cavallo del bianco · b4 donna del nero · d4 re del nero · g4 alfiere del bianco · c3 cavallo del bianco · b2 alfiere del bianco · a1 re del bianco · e1 donna del bianco | b8 torre del nero · h8 torre del nero · e7 cavallo del nero · f7 pedone del nero · g6 pedone del nero · e5 cavallo del bianco · b4 donna del nero · d4 re del nero · g4 alfiere del bianco · c3 cavallo del bianco · b2 alfiere del bianco · a1 re del bianco · e1 donna del bianco | b8 torre del nero · h8 torre del nero · e7 cavallo del nero · f7 pedone del nero · g6 pedone del nero · e5 cavallo del bianco · b4 donna del nero · d4 re del nero · g4 alfiere del bianco · c3 cavallo del bianco · b2 alfiere del bianco · a1 re del bianco · e1 donna del bianco | b8 torre del nero · h8 torre del nero · e7 cavallo del nero · f7 pedone del nero · g6 pedone del nero · e5 cavallo del bianco · b4 donna del nero · d4 re del nero · g4 alfiere del bianco · c3 cavallo del bianco · b2 alfiere del bianco · a1 re del bianco · e1 donna del bianco | b8 torre del nero · h8 torre del nero · e7 cavallo del nero · f7 pedone del nero · g6 pedone del nero · e5 cavallo del bianco · b4 donna del nero · d4 re del nero · g4 alfiere del bianco · c3 cavallo del bianco · b2 alfiere del bianco · a1 re del bianco · e1 donna del bianco | b8 torre del nero · h8 torre del nero · e7 cavallo del nero · f7 pedone del nero · g6 pedone del nero · e5 cavallo del bianco · b4 donna del nero · d4 re del nero · g4 alfiere del bianco · c3 cavallo del bianco · b2 alfiere del bianco · a1 re del bianco · e1 donna del bianco | 3 |
| 2 | b8 torre del nero · h8 torre del nero · e7 cavallo del nero · f7 pedone del nero · g6 pedone del nero · e5 cavallo del bianco · b4 donna del nero · d4 re del nero · g4 alfiere del bianco · c3 cavallo del bianco · b2 alfiere del bianco · a1 re del bianco · e1 donna del bianco | b8 torre del nero · h8 torre del nero · e7 cavallo del nero · f7 pedone del nero · g6 pedone del nero · e5 cavallo del bianco · b4 donna del nero · d4 re del nero · g4 alfiere del bianco · c3 cavallo del bianco · b2 alfiere del bianco · a1 re del bianco · e1 donna del bianco | b8 torre del nero · h8 torre del nero · e7 cavallo del nero · f7 pedone del nero · g6 pedone del nero · e5 cavallo del bianco · b4 donna del nero · d4 re del nero · g4 alfiere del bianco · c3 cavallo del bianco · b2 alfiere del bianco · a1 re del bianco · e1 donna del bianco | b8 torre del nero · h8 torre del nero · e7 cavallo del nero · f7 pedone del nero · g6 pedone del nero · e5 cavallo del bianco · b4 donna del nero · d4 re del nero · g4 alfiere del bianco · c3 cavallo del bianco · b2 alfiere del bianco · a1 re del bianco · e1 donna del bianco | b8 torre del nero · h8 torre del nero · e7 cavallo del nero · f7 pedone del nero · g6 pedone del nero · e5 cavallo del bianco · b4 donna del nero · d4 re del nero · g4 alfiere del bianco · c3 cavallo del bianco · b2 alfiere del bianco · a1 re del bianco · e1 donna del bianco | b8 torre del nero · h8 torre del nero · e7 cavallo del nero · f7 pedone del nero · g6 pedone del nero · e5 cavallo del bianco · b4 donna del nero · d4 re del nero · g4 alfiere del bianco · c3 cavallo del bianco · b2 alfiere del bianco · a1 re del bianco · e1 donna del bianco | b8 torre del nero · h8 torre del nero · e7 cavallo del nero · f7 pedone del nero · g6 pedone del nero · e5 cavallo del bianco · b4 donna del nero · d4 re del nero · g4 alfiere del bianco · c3 cavallo del bianco · b2 alfiere del bianco · a1 re del bianco · e1 donna del bianco | b8 torre del nero · h8 torre del nero · e7 cavallo del nero · f7 pedone del nero · g6 pedone del nero · e5 cavallo del bianco · b4 donna del nero · d4 re del nero · g4 alfiere del bianco · c3 cavallo del bianco · b2 alfiere del bianco · a1 re del bianco · e1 donna del bianco | 2 |
| 1 | b8 torre del nero · h8 torre del nero · e7 cavallo del nero · f7 pedone del nero · g6 pedone del nero · e5 cavallo del bianco · b4 donna del nero · d4 re del nero · g4 alfiere del bianco · c3 cavallo del bianco · b2 alfiere del bianco · a1 re del bianco · e1 donna del bianco | b8 torre del nero · h8 torre del nero · e7 cavallo del nero · f7 pedone del nero · g6 pedone del nero · e5 cavallo del bianco · b4 donna del nero · d4 re del nero · g4 alfiere del bianco · c3 cavallo del bianco · b2 alfiere del bianco · a1 re del bianco · e1 donna del bianco | b8 torre del nero · h8 torre del nero · e7 cavallo del nero · f7 pedone del nero · g6 pedone del nero · e5 cavallo del bianco · b4 donna del nero · d4 re del nero · g4 alfiere del bianco · c3 cavallo del bianco · b2 alfiere del bianco · a1 re del bianco · e1 donna del bianco | b8 torre del nero · h8 torre del nero · e7 cavallo del nero · f7 pedone del nero · g6 pedone del nero · e5 cavallo del bianco · b4 donna del nero · d4 re del nero · g4 alfiere del bianco · c3 cavallo del bianco · b2 alfiere del bianco · a1 re del bianco · e1 donna del bianco | b8 torre del nero · h8 torre del nero · e7 cavallo del nero · f7 pedone del nero · g6 pedone del nero · e5 cavallo del bianco · b4 donna del nero · d4 re del nero · g4 alfiere del bianco · c3 cavallo del bianco · b2 alfiere del bianco · a1 re del bianco · e1 donna del bianco | b8 torre del nero · h8 torre del nero · e7 cavallo del nero · f7 pedone del nero · g6 pedone del nero · e5 cavallo del bianco · b4 donna del nero · d4 re del nero · g4 alfiere del bianco · c3 cavallo del bianco · b2 alfiere del bianco · a1 re del bianco · e1 donna del bianco | b8 torre del nero · h8 torre del nero · e7 cavallo del nero · f7 pedone del nero · g6 pedone del nero · e5 cavallo del bianco · b4 donna del nero · d4 re del nero · g4 alfiere del bianco · c3 cavallo del bianco · b2 alfiere del bianco · a1 re del bianco · e1 donna del bianco | b8 torre del nero · h8 torre del nero · e7 cavallo del nero · f7 pedone del nero · g6 pedone del nero · e5 cavallo del bianco · b4 donna del nero · d4 re del nero · g4 alfiere del bianco · c3 cavallo del bianco · b2 alfiere del bianco · a1 re del bianco · e1 donna del bianco | 1 |
|   | a | b | c | d | e | f | g | h |   |

Soluzione:
1. Df2+ !
|   | a | b | c | d | e | f | g | h |   |
| 8 | a8 torre del nero · e8 re del nero · f8 alfiere del bianco · g8 cavallo del nero · d7 pedone del nero · f7 cavallo del bianco · g7 pedone del nero · h7 pedone del bianco · c6 pedone del bianco · f6 pedone del nero · a5 alfiere del nero · d5 pedone del bianco · e5 cavallo del bianco · b3 donna del nero · a1 re del bianco | a8 torre del nero · e8 re del nero · f8 alfiere del bianco · g8 cavallo del nero · d7 pedone del nero · f7 cavallo del bianco · g7 pedone del nero · h7 pedone del bianco · c6 pedone del bianco · f6 pedone del nero · a5 alfiere del nero · d5 pedone del bianco · e5 cavallo del bianco · b3 donna del nero · a1 re del bianco | a8 torre del nero · e8 re del nero · f8 alfiere del bianco · g8 cavallo del nero · d7 pedone del nero · f7 cavallo del bianco · g7 pedone del nero · h7 pedone del bianco · c6 pedone del bianco · f6 pedone del nero · a5 alfiere del nero · d5 pedone del bianco · e5 cavallo del bianco · b3 donna del nero · a1 re del bianco | a8 torre del nero · e8 re del nero · f8 alfiere del bianco · g8 cavallo del nero · d7 pedone del nero · f7 cavallo del bianco · g7 pedone del nero · h7 pedone del bianco · c6 pedone del bianco · f6 pedone del nero · a5 alfiere del nero · d5 pedone del bianco · e5 cavallo del bianco · b3 donna del nero · a1 re del bianco | a8 torre del nero · e8 re del nero · f8 alfiere del bianco · g8 cavallo del nero · d7 pedone del nero · f7 cavallo del bianco · g7 pedone del nero · h7 pedone del bianco · c6 pedone del bianco · f6 pedone del nero · a5 alfiere del nero · d5 pedone del bianco · e5 cavallo del bianco · b3 donna del nero · a1 re del bianco | a8 torre del nero · e8 re del nero · f8 alfiere del bianco · g8 cavallo del nero · d7 pedone del nero · f7 cavallo del bianco · g7 pedone del nero · h7 pedone del bianco · c6 pedone del bianco · f6 pedone del nero · a5 alfiere del nero · d5 pedone del bianco · e5 cavallo del bianco · b3 donna del nero · a1 re del bianco | a8 torre del nero · e8 re del nero · f8 alfiere del bianco · g8 cavallo del nero · d7 pedone del nero · f7 cavallo del bianco · g7 pedone del nero · h7 pedone del bianco · c6 pedone del bianco · f6 pedone del nero · a5 alfiere del nero · d5 pedone del bianco · e5 cavallo del bianco · b3 donna del nero · a1 re del bianco | a8 torre del nero · e8 re del nero · f8 alfiere del bianco · g8 cavallo del nero · d7 pedone del nero · f7 cavallo del bianco · g7 pedone del nero · h7 pedone del bianco · c6 pedone del bianco · f6 pedone del nero · a5 alfiere del nero · d5 pedone del bianco · e5 cavallo del bianco · b3 donna del nero · a1 re del bianco | 8 |
| 7 | a8 torre del nero · e8 re del nero · f8 alfiere del bianco · g8 cavallo del nero · d7 pedone del nero · f7 cavallo del bianco · g7 pedone del nero · h7 pedone del bianco · c6 pedone del bianco · f6 pedone del nero · a5 alfiere del nero · d5 pedone del bianco · e5 cavallo del bianco · b3 donna del nero · a1 re del bianco | a8 torre del nero · e8 re del nero · f8 alfiere del bianco · g8 cavallo del nero · d7 pedone del nero · f7 cavallo del bianco · g7 pedone del nero · h7 pedone del bianco · c6 pedone del bianco · f6 pedone del nero · a5 alfiere del nero · d5 pedone del bianco · e5 cavallo del bianco · b3 donna del nero · a1 re del bianco | a8 torre del nero · e8 re del nero · f8 alfiere del bianco · g8 cavallo del nero · d7 pedone del nero · f7 cavallo del bianco · g7 pedone del nero · h7 pedone del bianco · c6 pedone del bianco · f6 pedone del nero · a5 alfiere del nero · d5 pedone del bianco · e5 cavallo del bianco · b3 donna del nero · a1 re del bianco | a8 torre del nero · e8 re del nero · f8 alfiere del bianco · g8 cavallo del nero · d7 pedone del nero · f7 cavallo del bianco · g7 pedone del nero · h7 pedone del bianco · c6 pedone del bianco · f6 pedone del nero · a5 alfiere del nero · d5 pedone del bianco · e5 cavallo del bianco · b3 donna del nero · a1 re del bianco | a8 torre del nero · e8 re del nero · f8 alfiere del bianco · g8 cavallo del nero · d7 pedone del nero · f7 cavallo del bianco · g7 pedone del nero · h7 pedone del bianco · c6 pedone del bianco · f6 pedone del nero · a5 alfiere del nero · d5 pedone del bianco · e5 cavallo del bianco · b3 donna del nero · a1 re del bianco | a8 torre del nero · e8 re del nero · f8 alfiere del bianco · g8 cavallo del nero · d7 pedone del nero · f7 cavallo del bianco · g7 pedone del nero · h7 pedone del bianco · c6 pedone del bianco · f6 pedone del nero · a5 alfiere del nero · d5 pedone del bianco · e5 cavallo del bianco · b3 donna del nero · a1 re del bianco | a8 torre del nero · e8 re del nero · f8 alfiere del bianco · g8 cavallo del nero · d7 pedone del nero · f7 cavallo del bianco · g7 pedone del nero · h7 pedone del bianco · c6 pedone del bianco · f6 pedone del nero · a5 alfiere del nero · d5 pedone del bianco · e5 cavallo del bianco · b3 donna del nero · a1 re del bianco | a8 torre del nero · e8 re del nero · f8 alfiere del bianco · g8 cavallo del nero · d7 pedone del nero · f7 cavallo del bianco · g7 pedone del nero · h7 pedone del bianco · c6 pedone del bianco · f6 pedone del nero · a5 alfiere del nero · d5 pedone del bianco · e5 cavallo del bianco · b3 donna del nero · a1 re del bianco | 7 |
| 6 | a8 torre del nero · e8 re del nero · f8 alfiere del bianco · g8 cavallo del nero · d7 pedone del nero · f7 cavallo del bianco · g7 pedone del nero · h7 pedone del bianco · c6 pedone del bianco · f6 pedone del nero · a5 alfiere del nero · d5 pedone del bianco · e5 cavallo del bianco · b3 donna del nero · a1 re del bianco | a8 torre del nero · e8 re del nero · f8 alfiere del bianco · g8 cavallo del nero · d7 pedone del nero · f7 cavallo del bianco · g7 pedone del nero · h7 pedone del bianco · c6 pedone del bianco · f6 pedone del nero · a5 alfiere del nero · d5 pedone del bianco · e5 cavallo del bianco · b3 donna del nero · a1 re del bianco | a8 torre del nero · e8 re del nero · f8 alfiere del bianco · g8 cavallo del nero · d7 pedone del nero · f7 cavallo del bianco · g7 pedone del nero · h7 pedone del bianco · c6 pedone del bianco · f6 pedone del nero · a5 alfiere del nero · d5 pedone del bianco · e5 cavallo del bianco · b3 donna del nero · a1 re del bianco | a8 torre del nero · e8 re del nero · f8 alfiere del bianco · g8 cavallo del nero · d7 pedone del nero · f7 cavallo del bianco · g7 pedone del nero · h7 pedone del bianco · c6 pedone del bianco · f6 pedone del nero · a5 alfiere del nero · d5 pedone del bianco · e5 cavallo del bianco · b3 donna del nero · a1 re del bianco | a8 torre del nero · e8 re del nero · f8 alfiere del bianco · g8 cavallo del nero · d7 pedone del nero · f7 cavallo del bianco · g7 pedone del nero · h7 pedone del bianco · c6 pedone del bianco · f6 pedone del nero · a5 alfiere del nero · d5 pedone del bianco · e5 cavallo del bianco · b3 donna del nero · a1 re del bianco | a8 torre del nero · e8 re del nero · f8 alfiere del bianco · g8 cavallo del nero · d7 pedone del nero · f7 cavallo del bianco · g7 pedone del nero · h7 pedone del bianco · c6 pedone del bianco · f6 pedone del nero · a5 alfiere del nero · d5 pedone del bianco · e5 cavallo del bianco · b3 donna del nero · a1 re del bianco | a8 torre del nero · e8 re del nero · f8 alfiere del bianco · g8 cavallo del nero · d7 pedone del nero · f7 cavallo del bianco · g7 pedone del nero · h7 pedone del bianco · c6 pedone del bianco · f6 pedone del nero · a5 alfiere del nero · d5 pedone del bianco · e5 cavallo del bianco · b3 donna del nero · a1 re del bianco | a8 torre del nero · e8 re del nero · f8 alfiere del bianco · g8 cavallo del nero · d7 pedone del nero · f7 cavallo del bianco · g7 pedone del nero · h7 pedone del bianco · c6 pedone del bianco · f6 pedone del nero · a5 alfiere del nero · d5 pedone del bianco · e5 cavallo del bianco · b3 donna del nero · a1 re del bianco | 6 |
| 5 | a8 torre del nero · e8 re del nero · f8 alfiere del bianco · g8 cavallo del nero · d7 pedone del nero · f7 cavallo del bianco · g7 pedone del nero · h7 pedone del bianco · c6 pedone del bianco · f6 pedone del nero · a5 alfiere del nero · d5 pedone del bianco · e5 cavallo del bianco · b3 donna del nero · a1 re del bianco | a8 torre del nero · e8 re del nero · f8 alfiere del bianco · g8 cavallo del nero · d7 pedone del nero · f7 cavallo del bianco · g7 pedone del nero · h7 pedone del bianco · c6 pedone del bianco · f6 pedone del nero · a5 alfiere del nero · d5 pedone del bianco · e5 cavallo del bianco · b3 donna del nero · a1 re del bianco | a8 torre del nero · e8 re del nero · f8 alfiere del bianco · g8 cavallo del nero · d7 pedone del nero · f7 cavallo del bianco · g7 pedone del nero · h7 pedone del bianco · c6 pedone del bianco · f6 pedone del nero · a5 alfiere del nero · d5 pedone del bianco · e5 cavallo del bianco · b3 donna del nero · a1 re del bianco | a8 torre del nero · e8 re del nero · f8 alfiere del bianco · g8 cavallo del nero · d7 pedone del nero · f7 cavallo del bianco · g7 pedone del nero · h7 pedone del bianco · c6 pedone del bianco · f6 pedone del nero · a5 alfiere del nero · d5 pedone del bianco · e5 cavallo del bianco · b3 donna del nero · a1 re del bianco | a8 torre del nero · e8 re del nero · f8 alfiere del bianco · g8 cavallo del nero · d7 pedone del nero · f7 cavallo del bianco · g7 pedone del nero · h7 pedone del bianco · c6 pedone del bianco · f6 pedone del nero · a5 alfiere del nero · d5 pedone del bianco · e5 cavallo del bianco · b3 donna del nero · a1 re del bianco | a8 torre del nero · e8 re del nero · f8 alfiere del bianco · g8 cavallo del nero · d7 pedone del nero · f7 cavallo del bianco · g7 pedone del nero · h7 pedone del bianco · c6 pedone del bianco · f6 pedone del nero · a5 alfiere del nero · d5 pedone del bianco · e5 cavallo del bianco · b3 donna del nero · a1 re del bianco | a8 torre del nero · e8 re del nero · f8 alfiere del bianco · g8 cavallo del nero · d7 pedone del nero · f7 cavallo del bianco · g7 pedone del nero · h7 pedone del bianco · c6 pedone del bianco · f6 pedone del nero · a5 alfiere del nero · d5 pedone del bianco · e5 cavallo del bianco · b3 donna del nero · a1 re del bianco | a8 torre del nero · e8 re del nero · f8 alfiere del bianco · g8 cavallo del nero · d7 pedone del nero · f7 cavallo del bianco · g7 pedone del nero · h7 pedone del bianco · c6 pedone del bianco · f6 pedone del nero · a5 alfiere del nero · d5 pedone del bianco · e5 cavallo del bianco · b3 donna del nero · a1 re del bianco | 5 |
| 4 | a8 torre del nero · e8 re del nero · f8 alfiere del bianco · g8 cavallo del nero · d7 pedone del nero · f7 cavallo del bianco · g7 pedone del nero · h7 pedone del bianco · c6 pedone del bianco · f6 pedone del nero · a5 alfiere del nero · d5 pedone del bianco · e5 cavallo del bianco · b3 donna del nero · a1 re del bianco | a8 torre del nero · e8 re del nero · f8 alfiere del bianco · g8 cavallo del nero · d7 pedone del nero · f7 cavallo del bianco · g7 pedone del nero · h7 pedone del bianco · c6 pedone del bianco · f6 pedone del nero · a5 alfiere del nero · d5 pedone del bianco · e5 cavallo del bianco · b3 donna del nero · a1 re del bianco | a8 torre del nero · e8 re del nero · f8 alfiere del bianco · g8 cavallo del nero · d7 pedone del nero · f7 cavallo del bianco · g7 pedone del nero · h7 pedone del bianco · c6 pedone del bianco · f6 pedone del nero · a5 alfiere del nero · d5 pedone del bianco · e5 cavallo del bianco · b3 donna del nero · a1 re del bianco | a8 torre del nero · e8 re del nero · f8 alfiere del bianco · g8 cavallo del nero · d7 pedone del nero · f7 cavallo del bianco · g7 pedone del nero · h7 pedone del bianco · c6 pedone del bianco · f6 pedone del nero · a5 alfiere del nero · d5 pedone del bianco · e5 cavallo del bianco · b3 donna del nero · a1 re del bianco | a8 torre del nero · e8 re del nero · f8 alfiere del bianco · g8 cavallo del nero · d7 pedone del nero · f7 cavallo del bianco · g7 pedone del nero · h7 pedone del bianco · c6 pedone del bianco · f6 pedone del nero · a5 alfiere del nero · d5 pedone del bianco · e5 cavallo del bianco · b3 donna del nero · a1 re del bianco | a8 torre del nero · e8 re del nero · f8 alfiere del bianco · g8 cavallo del nero · d7 pedone del nero · f7 cavallo del bianco · g7 pedone del nero · h7 pedone del bianco · c6 pedone del bianco · f6 pedone del nero · a5 alfiere del nero · d5 pedone del bianco · e5 cavallo del bianco · b3 donna del nero · a1 re del bianco | a8 torre del nero · e8 re del nero · f8 alfiere del bianco · g8 cavallo del nero · d7 pedone del nero · f7 cavallo del bianco · g7 pedone del nero · h7 pedone del bianco · c6 pedone del bianco · f6 pedone del nero · a5 alfiere del nero · d5 pedone del bianco · e5 cavallo del bianco · b3 donna del nero · a1 re del bianco | a8 torre del nero · e8 re del nero · f8 alfiere del bianco · g8 cavallo del nero · d7 pedone del nero · f7 cavallo del bianco · g7 pedone del nero · h7 pedone del bianco · c6 pedone del bianco · f6 pedone del nero · a5 alfiere del nero · d5 pedone del bianco · e5 cavallo del bianco · b3 donna del nero · a1 re del bianco | 4 |
| 3 | a8 torre del nero · e8 re del nero · f8 alfiere del bianco · g8 cavallo del nero · d7 pedone del nero · f7 cavallo del bianco · g7 pedone del nero · h7 pedone del bianco · c6 pedone del bianco · f6 pedone del nero · a5 alfiere del nero · d5 pedone del bianco · e5 cavallo del bianco · b3 donna del nero · a1 re del bianco | a8 torre del nero · e8 re del nero · f8 alfiere del bianco · g8 cavallo del nero · d7 pedone del nero · f7 cavallo del bianco · g7 pedone del nero · h7 pedone del bianco · c6 pedone del bianco · f6 pedone del nero · a5 alfiere del nero · d5 pedone del bianco · e5 cavallo del bianco · b3 donna del nero · a1 re del bianco | a8 torre del nero · e8 re del nero · f8 alfiere del bianco · g8 cavallo del nero · d7 pedone del nero · f7 cavallo del bianco · g7 pedone del nero · h7 pedone del bianco · c6 pedone del bianco · f6 pedone del nero · a5 alfiere del nero · d5 pedone del bianco · e5 cavallo del bianco · b3 donna del nero · a1 re del bianco | a8 torre del nero · e8 re del nero · f8 alfiere del bianco · g8 cavallo del nero · d7 pedone del nero · f7 cavallo del bianco · g7 pedone del nero · h7 pedone del bianco · c6 pedone del bianco · f6 pedone del nero · a5 alfiere del nero · d5 pedone del bianco · e5 cavallo del bianco · b3 donna del nero · a1 re del bianco | a8 torre del nero · e8 re del nero · f8 alfiere del bianco · g8 cavallo del nero · d7 pedone del nero · f7 cavallo del bianco · g7 pedone del nero · h7 pedone del bianco · c6 pedone del bianco · f6 pedone del nero · a5 alfiere del nero · d5 pedone del bianco · e5 cavallo del bianco · b3 donna del nero · a1 re del bianco | a8 torre del nero · e8 re del nero · f8 alfiere del bianco · g8 cavallo del nero · d7 pedone del nero · f7 cavallo del bianco · g7 pedone del nero · h7 pedone del bianco · c6 pedone del bianco · f6 pedone del nero · a5 alfiere del nero · d5 pedone del bianco · e5 cavallo del bianco · b3 donna del nero · a1 re del bianco | a8 torre del nero · e8 re del nero · f8 alfiere del bianco · g8 cavallo del nero · d7 pedone del nero · f7 cavallo del bianco · g7 pedone del nero · h7 pedone del bianco · c6 pedone del bianco · f6 pedone del nero · a5 alfiere del nero · d5 pedone del bianco · e5 cavallo del bianco · b3 donna del nero · a1 re del bianco | a8 torre del nero · e8 re del nero · f8 alfiere del bianco · g8 cavallo del nero · d7 pedone del nero · f7 cavallo del bianco · g7 pedone del nero · h7 pedone del bianco · c6 pedone del bianco · f6 pedone del nero · a5 alfiere del nero · d5 pedone del bianco · e5 cavallo del bianco · b3 donna del nero · a1 re del bianco | 3 |
| 2 | a8 torre del nero · e8 re del nero · f8 alfiere del bianco · g8 cavallo del nero · d7 pedone del nero · f7 cavallo del bianco · g7 pedone del nero · h7 pedone del bianco · c6 pedone del bianco · f6 pedone del nero · a5 alfiere del nero · d5 pedone del bianco · e5 cavallo del bianco · b3 donna del nero · a1 re del bianco | a8 torre del nero · e8 re del nero · f8 alfiere del bianco · g8 cavallo del nero · d7 pedone del nero · f7 cavallo del bianco · g7 pedone del nero · h7 pedone del bianco · c6 pedone del bianco · f6 pedone del nero · a5 alfiere del nero · d5 pedone del bianco · e5 cavallo del bianco · b3 donna del nero · a1 re del bianco | a8 torre del nero · e8 re del nero · f8 alfiere del bianco · g8 cavallo del nero · d7 pedone del nero · f7 cavallo del bianco · g7 pedone del nero · h7 pedone del bianco · c6 pedone del bianco · f6 pedone del nero · a5 alfiere del nero · d5 pedone del bianco · e5 cavallo del bianco · b3 donna del nero · a1 re del bianco | a8 torre del nero · e8 re del nero · f8 alfiere del bianco · g8 cavallo del nero · d7 pedone del nero · f7 cavallo del bianco · g7 pedone del nero · h7 pedone del bianco · c6 pedone del bianco · f6 pedone del nero · a5 alfiere del nero · d5 pedone del bianco · e5 cavallo del bianco · b3 donna del nero · a1 re del bianco | a8 torre del nero · e8 re del nero · f8 alfiere del bianco · g8 cavallo del nero · d7 pedone del nero · f7 cavallo del bianco · g7 pedone del nero · h7 pedone del bianco · c6 pedone del bianco · f6 pedone del nero · a5 alfiere del nero · d5 pedone del bianco · e5 cavallo del bianco · b3 donna del nero · a1 re del bianco | a8 torre del nero · e8 re del nero · f8 alfiere del bianco · g8 cavallo del nero · d7 pedone del nero · f7 cavallo del bianco · g7 pedone del nero · h7 pedone del bianco · c6 pedone del bianco · f6 pedone del nero · a5 alfiere del nero · d5 pedone del bianco · e5 cavallo del bianco · b3 donna del nero · a1 re del bianco | a8 torre del nero · e8 re del nero · f8 alfiere del bianco · g8 cavallo del nero · d7 pedone del nero · f7 cavallo del bianco · g7 pedone del nero · h7 pedone del bianco · c6 pedone del bianco · f6 pedone del nero · a5 alfiere del nero · d5 pedone del bianco · e5 cavallo del bianco · b3 donna del nero · a1 re del bianco | a8 torre del nero · e8 re del nero · f8 alfiere del bianco · g8 cavallo del nero · d7 pedone del nero · f7 cavallo del bianco · g7 pedone del nero · h7 pedone del bianco · c6 pedone del bianco · f6 pedone del nero · a5 alfiere del nero · d5 pedone del bianco · e5 cavallo del bianco · b3 donna del nero · a1 re del bianco | 2 |
| 1 | a8 torre del nero · e8 re del nero · f8 alfiere del bianco · g8 cavallo del nero · d7 pedone del nero · f7 cavallo del bianco · g7 pedone del nero · h7 pedone del bianco · c6 pedone del bianco · f6 pedone del nero · a5 alfiere del nero · d5 pedone del bianco · e5 cavallo del bianco · b3 donna del nero · a1 re del bianco | a8 torre del nero · e8 re del nero · f8 alfiere del bianco · g8 cavallo del nero · d7 pedone del nero · f7 cavallo del bianco · g7 pedone del nero · h7 pedone del bianco · c6 pedone del bianco · f6 pedone del nero · a5 alfiere del nero · d5 pedone del bianco · e5 cavallo del bianco · b3 donna del nero · a1 re del bianco | a8 torre del nero · e8 re del nero · f8 alfiere del bianco · g8 cavallo del nero · d7 pedone del nero · f7 cavallo del bianco · g7 pedone del nero · h7 pedone del bianco · c6 pedone del bianco · f6 pedone del nero · a5 alfiere del nero · d5 pedone del bianco · e5 cavallo del bianco · b3 donna del nero · a1 re del bianco | a8 torre del nero · e8 re del nero · f8 alfiere del bianco · g8 cavallo del nero · d7 pedone del nero · f7 cavallo del bianco · g7 pedone del nero · h7 pedone del bianco · c6 pedone del bianco · f6 pedone del nero · a5 alfiere del nero · d5 pedone del bianco · e5 cavallo del bianco · b3 donna del nero · a1 re del bianco | a8 torre del nero · e8 re del nero · f8 alfiere del bianco · g8 cavallo del nero · d7 pedone del nero · f7 cavallo del bianco · g7 pedone del nero · h7 pedone del bianco · c6 pedone del bianco · f6 pedone del nero · a5 alfiere del nero · d5 pedone del bianco · e5 cavallo del bianco · b3 donna del nero · a1 re del bianco | a8 torre del nero · e8 re del nero · f8 alfiere del bianco · g8 cavallo del nero · d7 pedone del nero · f7 cavallo del bianco · g7 pedone del nero · h7 pedone del bianco · c6 pedone del bianco · f6 pedone del nero · a5 alfiere del nero · d5 pedone del bianco · e5 cavallo del bianco · b3 donna del nero · a1 re del bianco | a8 torre del nero · e8 re del nero · f8 alfiere del bianco · g8 cavallo del nero · d7 pedone del nero · f7 cavallo del bianco · g7 pedone del nero · h7 pedone del bianco · c6 pedone del bianco · f6 pedone del nero · a5 alfiere del nero · d5 pedone del bianco · e5 cavallo del bianco · b3 donna del nero · a1 re del bianco | a8 torre del nero · e8 re del nero · f8 alfiere del bianco · g8 cavallo del nero · d7 pedone del nero · f7 cavallo del bianco · g7 pedone del nero · h7 pedone del bianco · c6 pedone del bianco · f6 pedone del nero · a5 alfiere del nero · d5 pedone del bianco · e5 cavallo del bianco · b3 donna del nero · a1 re del bianco | 1 |
|   | a | b | c | d | e | f | g | h |   |

Soluzione:
1. cxd7+  Rxf8